# سدینی
سدینی (به ایتالیایی: Sedini) یک کومونه در ایتالیا است که در استان ساساری واقع شده‌است.

## خصوصیات
سدینی ۴۱٫۵ کیلومترمربع مساحت و ۱٬۴۰۳ نفر جمعیت دارد و ۳۵۰ متر بالاتر از سطح دریا واقع شده‌است.